# Palazzo Scaglia di Verrua

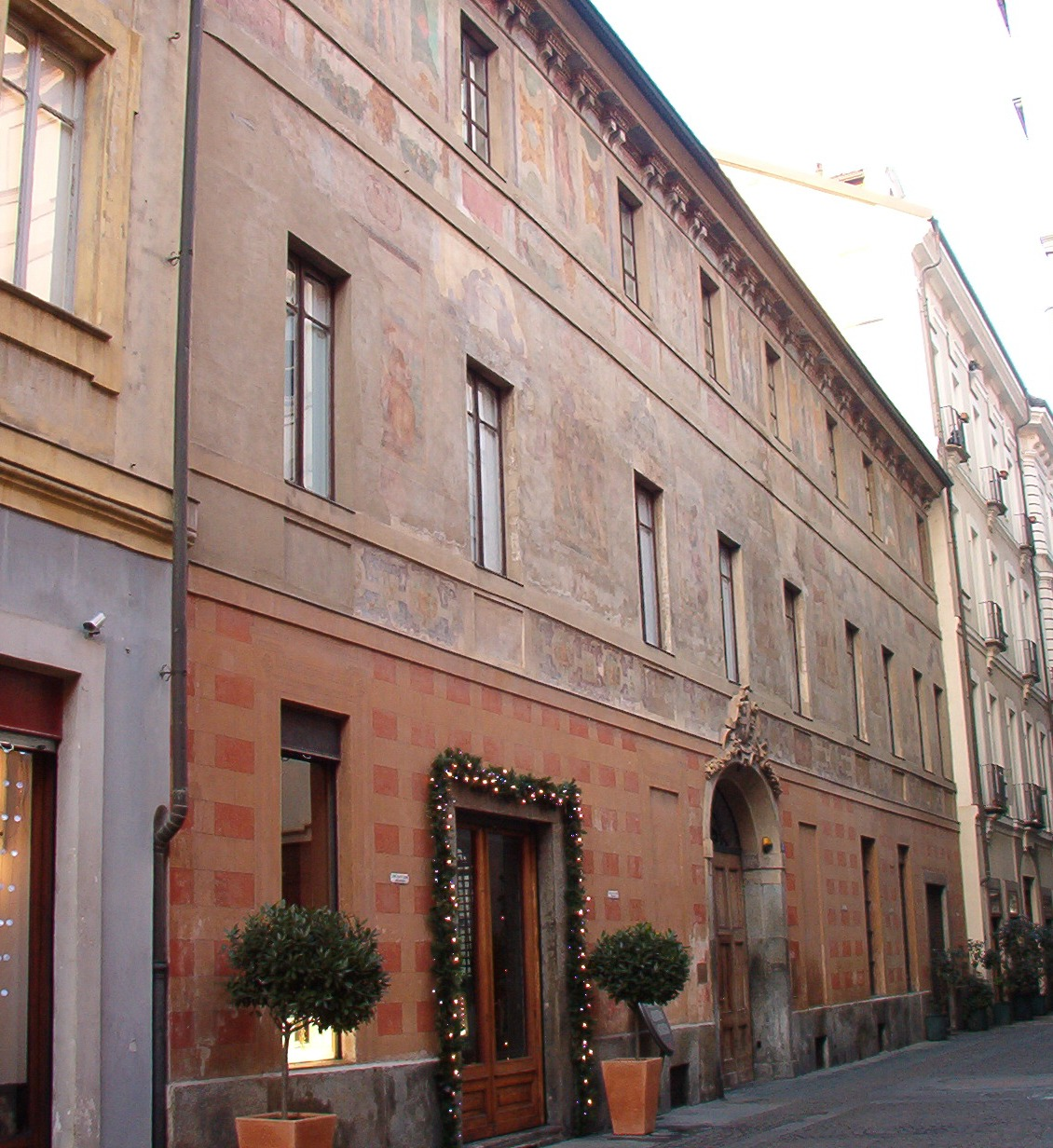
Straßenfront der Via Stampatori 4

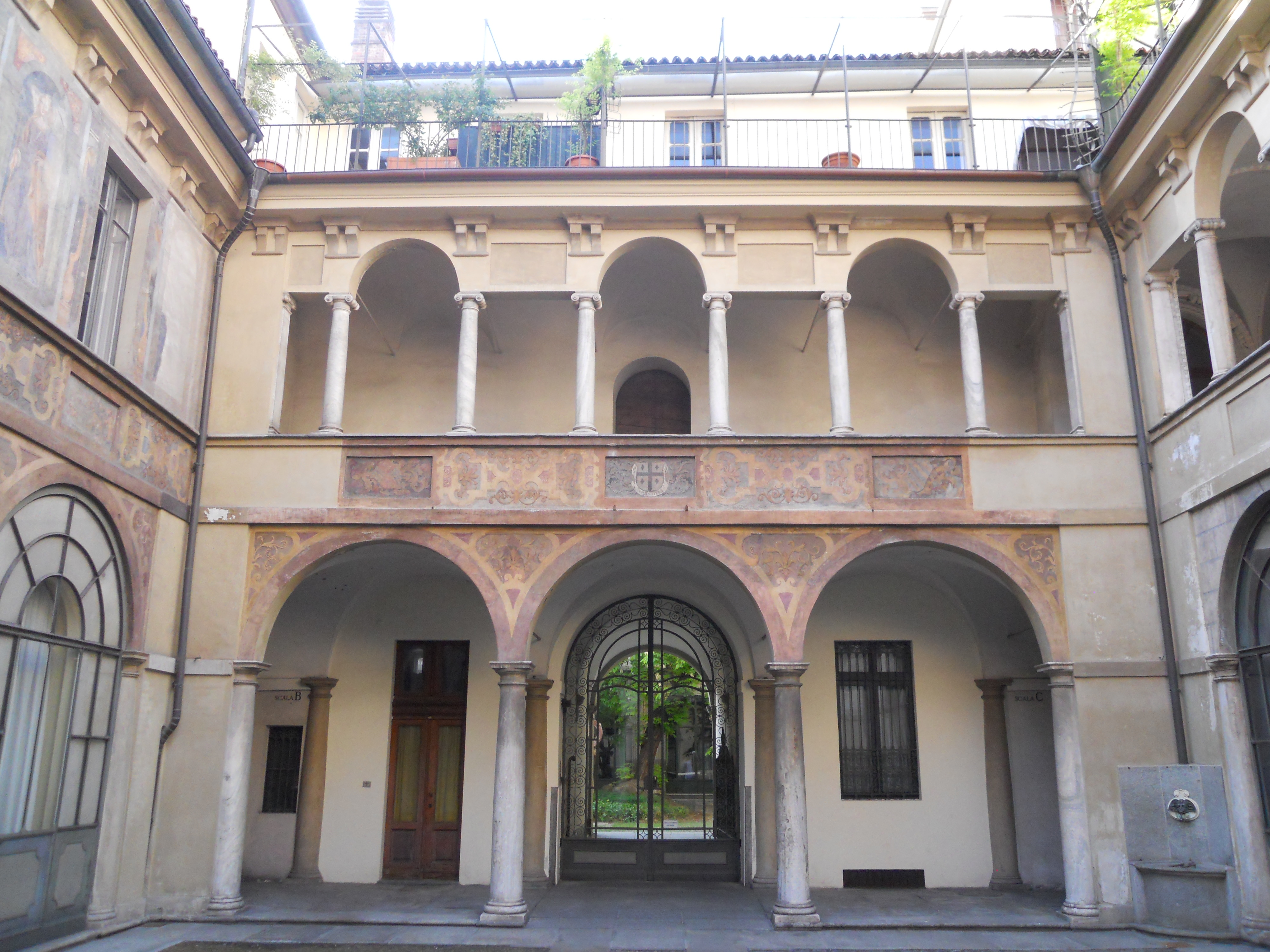
Innenhof des Palazzo Scaglia di Verrua

Der Palazzo Scaglia di Verrua in der Via Stampatori 4 der Turiner Innenstadt gehört zu den wenigen Beispielen der Renaissance-Architektur aus der Zeit vor der barocken Stadterneuerung der Hauptstadt Savoyens. Bemerkenswert sind die gleichzeitigen Fresken an der Straßenfassade und im Innenhof.

## Geschichte
Der savoyische Finanzminister A. Solaro oder der Abt Filiberto Scaglia di Verrua ließ 1585 den Bau beginnen, der schon bald in den Besitz von Giacomo Solaro überging, der 1603 den Maler Antonio Parentani aus Brescia mit den Fresken der Fassade und im Innenhof beauftragte. Der Architekt G. M. Garabello veränderte im Auftrag der Familie Scaglia di Verrua zwischen 1650 und 1665 den Bau. 1762 erweiterten die Verrua den Komplex durch Mietshäuser an der heutigen Via Garibaldi und 1784 an der Ecke Via Stampatori/Via Barbaroux. 
Über die Adelsfamilie San Martino della Motta gelangte der Palast im achtzehnten Jahrhundert an Graf Raimondo Balbo Bertone di Sambuy. Im Zweiten Weltkrieg erlitt der Straßenblock mit dem Palast schwere Schäden.

## Gestalt
Während die Straßenfassade abgesehen von einer Wappenkartusche über der Einfahrt architektonisch schlicht gestaltet ist und die Dekoration sich auf Freskenmalerei beschränkt, öffnen sich die Wände des Innenhofs zu Loggien, deren Zwischenflächen ebenfalls freskiert sind.
Das Programm der Malereien enthält Landschaften, Allegorien, antike Gottheiten.